# کالینین کا۷

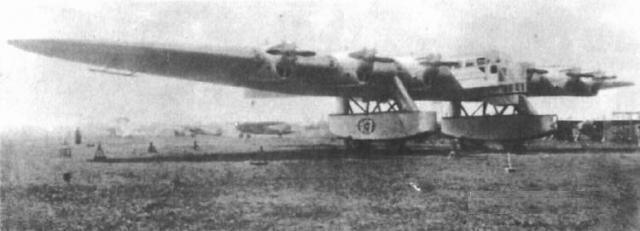

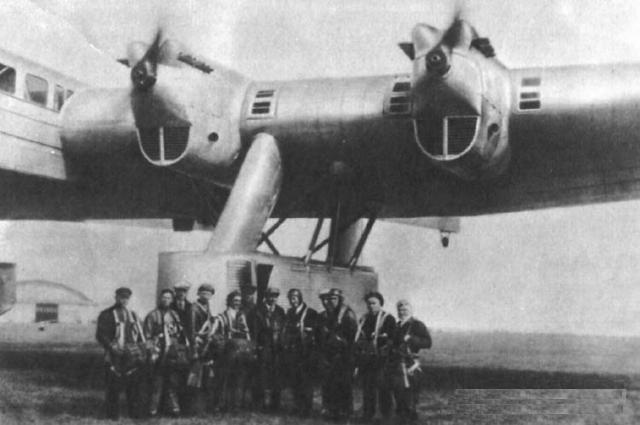

کالینین کا۷ (روسی: Калинин К-7; اوکراینی: Калінін К-۷) نام یک هواگرد آزمایشی اتحاد جماهیر شوروی بود که در اوایل دههٔ ۱۹۳۰ توسط کنستانتین کالینین (یکی از فعالان صنایع هوایی جنگ اول جهانی) طراحی شد. اولین پرواز رسمی آیت هواگرد در ۱۱ اوت ۱۹۳۳ انجام شد. این هواگرد ظاهری نامعمول داشت و برای دو منظور جابه‌جایی مسافر و نیز یک هواپیمای بمب‌افکن مد نظر بود. در نسخهٔ مسافربری این هواگرد، صندلی‌های مسافران درون بال‌های ضخیم ۲/۳ متری آن طراحی شده‌بود. این هواگرد در اصل قرار بود دارای ۶ موتور باشد، ولی با توجه به وزن بالای آن دو موتور دیگر نیز بدان افزوده‌شد. طراح این هواگرد خلبان جنگ جهانی اول -کنستانتین کالینین- بود. این هواپیما یکی از بزرگترین هواگردهایی بود که تا پیش از دورهٔ جت‌ها طراحی و ساخته‌می‌شد. کالینین کا۷ گنجایش حمل ۱۲۰ مسافر را دارا بود. پروژه تکمیل و رفع اشکال آن در سال ۱۹۳۵ میلادی لغو گردید.
در ساخت آن از آلیاژ KhMA بهره برده شده بودو طراحی اولیه بر پایه شش موتورملخی انجام شد. هرچند این تعداد در نهایت به هشت موتور افزایش یافت. کمترین تعداد خدمه پرواز هم ۱۱ نفر و تعداد مسافرین در مدل طراحی شده برای مسافر بری ۱۲۰ نفر ذکر شده‌است. از این هواگرد تنها یکی ساخته شد و پروژه پس از ده پرواز موفقیت‌آمیز و یک سانحه فنی قبل از پرواز یازدهم که منجر به کشته شدن ۱۵ نفر شد ادامه نیافت.

## مشخصات
- طول:۲۸ متر
- طول بالها:۵۳ متر
- مساحت بالها: ۴۵۴ متر مربع
- وزن در حالت خالی:۲۵ تن
- وزن در حال لود شده: ۳۸ تن
- پیشران:۷× Mikulin AM-34F V-12 piston engines 560 kW (750 hp)
- سرعت: ۲۲۵ کیلومتر بر ساعت
- سقف ارتفاع پرواز: ۴ کیلومتر (۱۳ هزار پا)